# Gnetum formosum
Gnetum formosum — вид голонасінних рослин класу гнетоподібних.

## Поширення, екологія
Країни проживання: В'єтнам. Росте в тінистих вологих субтропічних лісах. Був знайдений на кам'янистих ґрунтах. У Центральному В'єтнамі повідомляють з висот до 2000 м.

## Використання
Насіння вживається в їжу.

## Загрози та охорона
Серйозна загроза — це скорочення придатних місць зростання. Був знайдений у або дуже близько до двох заповідників (Ho Ke Go, Ngoc Linh).